# 小林光政

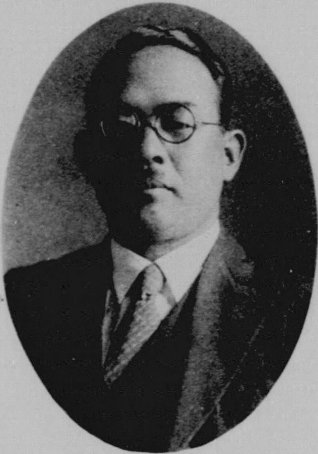
小林光政

小林 光政（こばやし みつまさ、1892年（明治25年）1月13日 - 1962年（昭和37年）7月9日）は、日本の内務・警察官僚、実業家。官選県知事、読売新聞社専務取締役。

## 経歴
栃木県下都賀郡絹村延島（現小山市）出身。小林長蔵の長男として生まれた。第一高等学校を卒業。1916年11月、文官高等試験行政科試験に合格。1917年3月、東京帝国大学法科大学法律学科（独法）を卒業。内務省に入省し警視庁警部となる。
以後、警視庁警視、同特別高等課長、兼警察講習所教授、朝鮮総督府事務官、台湾総督府事務官・警務局保安課長、警視庁書記官・官房主事、内務省警保局勤務、福岡県内務部長、埼玉県書記官・内務部長などを歴任。
1934年8月、青森県知事に就任。選挙粛正運動を推進。1936年10月、高知県知事に転任。1939年4月、文部省教学局長官に転任し1940年1月まで在任。1942年に退官。その後、九州日報社長、九州日日新聞社長を務めた。戦後、公職追放となる。
その後、報知新聞社副社長、読売新聞社専務取締役を務めた。